# Vitranc-Pokal
Der Vitranc-Pokal (oder Vitranc-Cup) ist eine traditionelle Veranstaltung im alpinen Herren-Skisport, die seit 1961 in Kranjska Gora in Slowenien abgehalten wird. Namensgeber ist der Berg Vitranc, auf dem die Rennen stattfinden. Üblicherweise werden jeden Winter ein Riesenslalom und ein Slalom durchgeführt. Bereits 1968, in der zweiten Weltcupsaison, schien Kranjska Gora erstmals im Kalender des alpinen Skiweltcups auf. Bis 1980 wurden die Rennen um den Vitranc-Pokal jedoch überwiegend im Rahmen des Europacups oder als FIS-Rennen durchgeführt.
Seit der Saison 1983/84 werden die Rennen von Kranjska Gora auf der Piste Podkoren gefahren. Diese befindet sich südlich des gleichnamigen Ortsteiles und zählt zu den anspruchsvollsten Hängen im Weltcupzirkus. Der Start des Riesenslaloms liegt in 1.248 Metern Seehöhe, jener des Slaloms in 1.035 Metern. Das Ziel für beide Disziplinen befindet sich auf einer Höhe von 836 Metern. Trotz der relativ geringen Höhenlage gilt das Skigebiet von Podkoren als sehr schneesicher. Immer wieder wurden hier an anderen Orten abgesagte Rennen nachgetragen, davon mitunter auch die Damenweltcupbewerbe um den Goldenen Fuchs von Maribor.
Ted Ligety aus den USA und Marcel Hirscher aus Österreich sind mit je sechs Siegen die erfolgreichsten Teilnehmer in Kranjska Gora; Ligety gewann sechs Riesenslaloms, davon ein Ersatzrennen, Hirscher vier Riesenslaloms und zwei Slaloms. Slalomrekordsieger ist der Italiener Alberto Tomba mit drei Siegen. Der Slowene Bojan Križaj gewann hier ebenfalls drei Slaloms – davon allerdings nur zwei im Rahmen des Weltcups.

## Podestplatzierungen
Weltcup & Internationale FIS-1A-Rennen

### Riesenslalom
| Saison            | Datum                      | Sieger                                             | 2. Platz                                           | 3. Platz                                           |
| ----------------- | -------------------------- | -------------------------------------------------- | -------------------------------------------------- | -------------------------------------------------- |
|                   | 04.03.1961                 | Josef Stiegler                                     | Sepp Behr                                          | Helmuth Gartner                                    |
| 1962              | Rennen nicht ausgetragen.  | Rennen nicht ausgetragen.                          | Rennen nicht ausgetragen.                          |                                                    |
| 02.03.1963        | Georges Mauduit            | Robert Grünenfelder                                | Jean-Claude Killy                                  |                                                    |
| 29.02.1964        | Jean-Claude Killy          | Willy Favre                                        | Beat von Allmen                                    |                                                    |
| 27.02.1965        | Edmund Bruggmann           | Felice De Nicolo                                   | Michel Arpin                                       |                                                    |
| 19.02.1966        | Werner Bleiner             | Guy Périllat                                       | Karl Schranz                                       |                                                    |
| 11.03.1967        | Eberhard Riedel            | Ernst Scherzer                                     | Harald Stuefer                                     |                                                    |
| 1968              | Nicht im Weltcup-Kalender. | Nicht im Weltcup-Kalender.                         | Nicht im Weltcup-Kalender.                         | Nicht im Weltcup-Kalender.                         |
| 1968/69           | 16.02.1969                 | Reinhard Tritscher                                 | Alfred Matt                                        | Franz Digruber                                     |
| 1969/70           | 20.01.1970                 | Dumeng Giovanoli                                   | Patrick Russel                                     | Georges Mauduit                                    |
| 1970/71 – 1977/78 | 1970/71 – 1977/78          | Nicht im Weltcup-Kalender.                         | Nicht im Weltcup-Kalender.                         | Nicht im Weltcup-Kalender.                         |
| 1978/79           | 22.12.1978                 | Ingemar Stenmark                                   | Peter Lüscher                                      | Bojan Križaj                                       |
| 1979/80           | Nicht im Weltcup-Kalender. | Nicht im Weltcup-Kalender.                         | Nicht im Weltcup-Kalender.                         | Nicht im Weltcup-Kalender.                         |
| 1980/81           | 28.03.1981                 | Rennen wegen Schneemangels abgesagt.               | Rennen wegen Schneemangels abgesagt.               | Rennen wegen Schneemangels abgesagt.               |
| 1981/82           | 19.03.1982                 | Phil Mahre                                         | Hans Enn                                           | Marc Girardelli                                    |
| 1982/83           | 29.01.1983                 | Hans Enn                                           | Max Julen                                          | Ingemar Stenmark                                   |
| 1983/84           | Nicht im Weltcup-Kalender. | Nicht im Weltcup-Kalender.                         | Nicht im Weltcup-Kalender.                         | Nicht im Weltcup-Kalender.                         |
| 1984/85           | 15.02.1985                 | Thomas Bürgler                                     | Pirmin Zurbriggen                                  | Marc Girardelli                                    |
| 1985/86           | 20.12.1985                 | Joël Gaspoz                                        | Robert Erlacher                                    | Hubert Strolz                                      |
| 1985/86           | 03.01.1986                 | Joël Gaspoz                                        | Hubert Strolz                                      | Markus Wasmeier                                    |
| 1986/87           | 19.12.1986                 | Joël Gaspoz                                        | Robert Erlacher                                    | Richard Pramotton                                  |
| 1987/88           | 19.12.1987                 | Helmut Mayer                                       | Pirmin Zurbriggen                                  | Hubert Strolz                                      |
| 1988/89           | Nicht im Weltcup-Kalender. | Nicht im Weltcup-Kalender.                         | Nicht im Weltcup-Kalender.                         | Nicht im Weltcup-Kalender.                         |
| 1989/90           | 06.01.1990                 | Rennen wegen Schneemangels abgesagt.               | Rennen wegen Schneemangels abgesagt.               | Rennen wegen Schneemangels abgesagt.               |
| 1990/91           | 21.12.1990                 | Alberto Tomba                                      | Urs Kälin                                          | Marc Girardelli                                    |
| 1991/92           | 04.01.1992                 | Sergio Bergamelli                                  | Hans Pieren                                        | Alberto Tomba                                      |
| 1992/93           | 20.12.1992                 | Marc Girardelli                                    | Lasse Kjus                                         | Fredrik Nyberg                                     |
| 1993/94           | 08.01.1994                 | Fredrik Nyberg                                     | Matteo Belfrond                                    | Tobias Barnerssoi                                  |
| 1994/95           | 06.01.1995                 | Alberto Tomba                                      | Mitja Kunc H. C. Strand Nilsen                     |                                                    |
| 1995/96           | 21.12.1995                 | Lasse Kjus                                         | Michael von Grünigen                               | Mario Reiter                                       |
| 1996/97           | 05.01.1997                 | Michael von Grünigen                               | Siegfried Voglreiter                               | Kjetil André Aamodt                                |
| 1997/98           | 03.01.1998                 | Christian Mayer                                    | Hermann Maier                                      | Michael von Grünigen                               |
| 1998/99           | 05.01.1999                 | Patrick Holzer                                     | Christian Mayer                                    | Hans Knauß                                         |
| 1999/00           | 08.03.2000                 | Christian Mayer                                    | Joël Chenal                                        | Marco Büchel                                       |
| 2000/01           | 20.12.2000                 | Rennen wegen Schneemangels abgesagt.               | Rennen wegen Schneemangels abgesagt.               | Rennen wegen Schneemangels abgesagt.               |
| 2001/02           | 20.12.2001                 | Fredrik Nyberg                                     | Benjamin Raich                                     | Uroš Pavlovčič                                     |
| 2001/02           | 21.12.2001                 | Benjamin Raich                                     | Bode Miller                                        | Didier Cuche                                       |
| 2002/03           | 04.01.2003                 | Bode Miller                                        | Christian Mayer                                    | Sami Uotila                                        |
| 2003/04           | 28.02.2004                 | Bode Miller                                        | Alberto Schieppati                                 | Fredrik Nyberg Alexander Ploner                    |
| 2004/05           | 26.02.2005                 | Benjamin Raich                                     | Hermann Maier                                      | Kalle Palander                                     |
| 2005/06           | 21.12.2005                 | Benjamin Raich                                     | Massimiliano Blardone                              | Thomas Grandi                                      |
| 2006/07           | 03.03.2007                 | Benjamin Raich                                     | François Bourque                                   | Massimiliano Blardone                              |
| 2007/08           | 08.03.2008                 | Ted Ligety                                         | Manfred Mölgg                                      | Massimiliano Blardone                              |
| 2008/09           | 28.02.2009                 | Ted Ligety                                         | Didier Cuche                                       | Massimiliano Blardone                              |
| 2009/10           | 29.01.2010                 | Ted Ligety                                         | Marcel Hirscher                                    | Kjetil Jansrud                                     |
| 2009/10           | 30.01.2010                 | Marcel Hirscher                                    | Kjetil Jansrud                                     | Ted Ligety                                         |
| 2010/11           | 05.03.2011                 | Carlo Janka                                        | Alexis Pinturault                                  | Ted Ligety                                         |
| 2011/12           | 10.03.2012                 | Ted Ligety                                         | Alexis Pinturault                                  | Marcel Hirscher                                    |
| 2012/13           | 09.03.2013                 | Ted Ligety                                         | Marcel Hirscher                                    | Alexis Pinturault                                  |
| 2013/14           | 08.03.2014                 | Ted Ligety                                         | Benjamin Raich                                     | Henrik Kristoffersen                               |
| 2014/15           | 14.03.2015                 | Alexis Pinturault                                  | Marcel Hirscher                                    | Thomas Fanara                                      |
| 2015/16           | 04.03.2016                 | Alexis Pinturault                                  | Philipp Schörghofer                                | Marcel Hirscher                                    |
| 2015/16           | 05.03.2016                 | Marcel Hirscher                                    | Alexis Pinturault                                  | Henrik Kristoffersen                               |
| 2016/17           | 04.03.2017                 | Marcel Hirscher                                    | Leif Kristian Haugen                               | Matts Olsson                                       |
| 2017/18           | 03.03.2018                 | Marcel Hirscher                                    | Henrik Kristoffersen                               | Alexis Pinturault                                  |
| 2018/19           | 09.03.2019                 | Henrik Kristoffersen                               | Rasmus Windingstad                                 | Marco Odermatt                                     |
| 2019/20           | 14.03.2020                 | Aufgrund der COVID-19-Pandemie abgesagt.           | Aufgrund der COVID-19-Pandemie abgesagt.           | Aufgrund der COVID-19-Pandemie abgesagt.           |
| 2020/21           | 13.03.2021                 | Marco Odermatt                                     | Loïc Meillard                                      | Stefan Brennsteiner                                |
| 2021/22           | 12.03.2022                 | Henrik Kristoffersen                               | Marco Odermatt Lucas Braathen                      |                                                    |
| 2021/22           | 13.03.2022                 | Henrik Kristoffersen                               | Stefan Brennsteiner                                | Marco Odermatt                                     |
| 2022/23           | 11.03.2023                 | Marco Odermatt                                     | Alexis Pinturault                                  | Henrik Kristoffersen                               |
| 2022/23           | 12.03.2023                 | Marco Odermatt                                     | Henrik Kristoffersen                               | Alexis Pinturault                                  |
| 2023/24           | 09.03.2024                 | Rennen wegen ungünstigen Wetterbindungen abgesagt. | Rennen wegen ungünstigen Wetterbindungen abgesagt. | Rennen wegen ungünstigen Wetterbindungen abgesagt. |
| 2024/25           | 01.03.2025                 | Henrik Kristoffersen                               | Lucas Pinheiro Braathen                            | Marco Odermatt                                     |

### Slalom
| Saison            | Datum                      | Sieger                                             | 2. Platz                                           | 3. Platz                                           |
| ----------------- | -------------------------- | -------------------------------------------------- | -------------------------------------------------- | -------------------------------------------------- |
|                   | 05.03.1961                 | Ernst Falch                                        | Josef Stiegler                                     | Helmut Schranz                                     |
| 1962              | Rennen nicht ausgetragen.  | Rennen nicht ausgetragen.                          | Rennen nicht ausgetragen.                          |                                                    |
| 03.03.1963        | Josef Stiegler             | Jean-Claude Killy                                  | Mathias Leitner                                    |                                                    |
| 01.03.1964        | Michel Arpin               | Franz Digruber                                     | Ernst Scherzer                                     |                                                    |
| 28.02.1965        | Michel Arpin               | Franz Digruber                                     | Georges Mauduit                                    |                                                    |
| 20.02.1966        | Guy Périllat               | Karl Schranz                                       | Ludwig Leitner                                     |                                                    |
| 12.03.1967        | Alain Blanchard            | Andrzej Bachleda-Curuś                             | Patrick Russel                                     |                                                    |
| 1968              | 10.03.1968                 | Patrick Russel                                     | Franz Digruber                                     | Stefan Kälin                                       |
| 1968/69           | 17.02.1969                 | Edmund Bruggmann                                   | Alain Penz                                         | Herbert Huber                                      |
| 1969/70 – 1977/78 | 1969/70 – 1977/78          | Nicht im Weltcup-Kalender.                         | Nicht im Weltcup-Kalender.                         | Nicht im Weltcup-Kalender.                         |
| 1978/79           | 21.12.1978                 | Ingemar Stenmark                                   | Paul Frommelt                                      | Leonardo David                                     |
| 1979/80           | Nicht im Weltcup-Kalender. | Nicht im Weltcup-Kalender.                         | Nicht im Weltcup-Kalender.                         | Nicht im Weltcup-Kalender.                         |
| 1980/81           | Nicht im Weltcup-Kalender. | Nicht im Weltcup-Kalender.                         | Nicht im Weltcup-Kalender.                         | Nicht im Weltcup-Kalender.                         |
| 1981/82           | 20.03.1982                 | Bojan Križaj                                       | Ingemar Stenmark                                   | Franz Gruber                                       |
| 1982/83           | 30.01.1983                 | Franz Gruber                                       | Stig Strand                                        | Michel Canac                                       |
| 1983/84           | 02.12.1983                 | Andreas Wenzel                                     | Petar Popangelow                                   | Paul Frommelt                                      |
| 1984/85           | 16.02.1985                 | Marc Girardelli                                    | Ingemar Stenmark                                   | Paul Frommelt Jonas Nilsson                        |
| 1985/86           | 21.12.1985                 | Rok Petrovič                                       | Jonas Nilsson                                      | Thomas Stangassinger                               |
| 1986/87           | 20.12.1986                 | Bojan Križaj                                       | Rok Petrovič                                       | Ingemar Stenmark                                   |
| 1987/88           | 20.12.1987                 | Alberto Tomba                                      | Richard Pramotton                                  | Günther Mader                                      |
| 1988/89           | 17.12.1988                 | Marc Girardelli                                    | Armin Bittner                                      | Alberto Tomba                                      |
| 1989/90           | 06.01.1990                 | Jonas Nilsson                                      | Hubert Strolz                                      | Michael Tritscher                                  |
| 1989/90           | 07.01.1990                 | Armin Bittner                                      | Bernhard Gstrein                                   | Paul Accola                                        |
| 1990/91           | 22.12.1990                 | Ole Kristian Furuseth                              | Thomas Fogdö                                       | Thomas Stangassinger                               |
| 1991/92           | 05.01.1992                 | Alberto Tomba                                      | Armin Bittner                                      | Finn Christian Jagge                               |
| 1992/93           | 19.12.1992                 | Thomas Fogdö                                       | Alberto Tomba                                      | Peter Roth                                         |
| 1993/94           | 09.01.1994                 | Finn Christian Jagge                               | Ole Kristian Furuseth                              | Thomas Fogdö                                       |
| 1994/95           | Nicht im Weltcup-Kalender. | Nicht im Weltcup-Kalender.                         | Nicht im Weltcup-Kalender.                         | Nicht im Weltcup-Kalender.                         |
| 1995/96           | 22.12.1995                 | Alberto Tomba                                      | Jure Košir                                         | Sébastien Amiez                                    |
| 1996/97           | 06.01.1997                 | Thomas Sykora                                      | Sébastien Amiez                                    | Thomas Stangassinger                               |
| 1997/98           | 04.01.1998                 | Thomas Sykora                                      | Pierrick Bourgeat                                  | Thomas Stangassinger                               |
| 1998/99           | 06.01.1999                 | Jure Košir                                         | Thomas Stangassinger                               | Benjamin Raich                                     |
| 1999/00           | 21.12.1999                 | Didier Plaschy                                     | Benjamin Raich                                     | Thomas Stangassinger                               |
| 2000/01           | 21.12.2000                 | Rennen wegen Schneemangels abgesagt.               | Rennen wegen Schneemangels abgesagt.               | Rennen wegen Schneemangels abgesagt.               |
| 2001/02           | 22.12.2001                 | Jean-Pierre Vidal                                  | Mario Matt                                         | Ivica Kostelić                                     |
| 2002/03           | 05.01.2003                 | Ivica Kostelić                                     | Rainer Schönfelder                                 | Jean-Pierre Vidal                                  |
| 2003/04           | 29.02.2004                 | Truls Ove Karlsen                                  | Tom Stiansen                                       | Mario Matt                                         |
| 2004/05           | 27.02.2005                 | Giorgio Rocca                                      | André Myhrer                                       | Benjamin Raich                                     |
| 2005/06           | 22.12.2005                 | Giorgio Rocca                                      | Thomas Grandi                                      | Ted Ligety                                         |
| 2006/07           | 04.03.2007                 | Mario Matt                                         | Benjamin Raich                                     | Manfred Mölgg                                      |
| 2007/08           | 09.03.2008                 | Manfred Mölgg                                      | Ivica Kostelić                                     | Marcel Hirscher                                    |
| 2008/09           | 01.03.2009                 | Julien Lizeroux                                    | Giuliano Razzoli                                   | Felix Neureuther                                   |
| 2009/10           | 31.01.2010                 | Reinfried Herbst                                   | Marcel Hirscher                                    | Julien Lizeroux                                    |
| 2010/11           | 06.03.2011                 | Mario Matt                                         | Axel Bäck Nolan Kasper                             |                                                    |
| 2011/12           | 11.03.2012                 | André Myhrer                                       | Cristian Deville                                   | Alexis Pinturault                                  |
| 2012/13           | 10.03.2013                 | Ivica Kostelić                                     | Marcel Hirscher                                    | Mario Matt                                         |
| 2013/14           | 09.03.2014                 | Felix Neureuther                                   | Fritz Dopfer                                       | Henrik Kristoffersen                               |
| 2014/15           | 15.03.2015                 | Henrik Kristoffersen                               | Giuliano Razzoli                                   | Mattias Hargin                                     |
| 2015/16           | 06.03.2016                 | Marcel Hirscher                                    | Henrik Kristoffersen                               | Stefano Gross                                      |
| 2016/17           | 05.03.2017                 | Michael Matt                                       | Stefano Gross                                      | Felix Neureuther                                   |
| 2017/18           | 04.03.2018                 | Marcel Hirscher                                    | Henrik Kristoffersen                               | Ramon Zenhäusern                                   |
| 2018/19           | 10.03.2019                 | Ramon Zenhäusern                                   | Henrik Kristoffersen                               | Marcel Hirscher                                    |
| 2019/20           | 15.03.2020                 | Aufgrund der COVID-19-Pandemie abgesagt.           | Aufgrund der COVID-19-Pandemie abgesagt.           | Aufgrund der COVID-19-Pandemie abgesagt.           |
| 2020/21           | 14.03.2021                 | Clément Noël                                       | Victor Muffat-Jeandet                              | Ramon Zenhäusern                                   |
| 2021/22           | Nicht im Weltcup-Kalender. | Nicht im Weltcup-Kalender.                         | Nicht im Weltcup-Kalender.                         | Nicht im Weltcup-Kalender.                         |
| 2022/23           | Nicht im Weltcup-Kalender. | Nicht im Weltcup-Kalender.                         | Nicht im Weltcup-Kalender.                         | Nicht im Weltcup-Kalender.                         |
| 2023/24           | 10.03.2024                 | Rennen wegen ungünstigen Wetterbindungen abgesagt. | Rennen wegen ungünstigen Wetterbindungen abgesagt. | Rennen wegen ungünstigen Wetterbindungen abgesagt. |
| 2024/25           | 02.03.2025                 | Henrik Kristoffersen                               | Timon Haugan                                       | Manuel Feller                                      |

## Bestenlisten
Aktualisiert am 2. März 2025

### Riesenslalom
|    | Name                 | Sieger | 2. Platz | 3. Platz | Top 3 |
| -- | -------------------- | ------ | -------- | -------- | ----- |
| 1  | Ted Ligety           | 6      | 0        | 2        | 8     |
| 2  | Marcel Hirscher      | 4      | 3        | 2        | 9     |
| 3  | Henrik Kristoffersen | 4      | 2        | 3        | 9     |
| 4  | Benjamin Raich       | 4      | 2        | 0        | 6     |
| 5  | Marco Odermatt       | 3      | 1        | 3        | 7     |
| 6  | Joël Gaspoz          | 3      | 0        | 0        | 3     |
| 7  | Alexis Pinturault    | 2      | 4        | 3        | 9     |
| 8  | Christian Mayer      | 2      | 2        | 0        | 4     |
| 9  | Bode Miller          | 2      | 1        | 0        | 3     |
| 10 | Fredrik Nyberg       | 2      | 0        | 2        | 4     |

### Slalom
|   | Name                 | Sieger | 2. Platz | 3. Platz | Top 3 |
| - | -------------------- | ------ | -------- | -------- | ----- |
| 1 | Alberto Tomba        | 3      | 1        | 1        | 5     |
| 2 | Henrik Kristoffersen | 2      | 3        | 1        | 6     |
| 3 | Marcel Hirscher      | 2      | 2        | 2        | 6     |
| 4 | Mario Matt           | 2      | 1        | 2        | 5     |
| 5 | Ivica Kostelić       | 2      | 1        | 1        | 4     |
| 6 | Thomas Sykora        | 2      | 0        | 0        | 2     |
| 6 | Giorgio Rocca        | 2      | 0        | 0        | 2     |
| 6 | Bojan Križaj         | 2      | 0        | 0        | 2     |
| 6 | Marc Girardelli      | 2      | 0        | 0        | 2     |
| 6 | Michel Arpin         | 2      | 0        | 0        | 2     |

### Gesamt
|    | Name                 | Sieger | 2. Platz | 3. Platz | Top 3 |
| -- | -------------------- | ------ | -------- | -------- | ----- |
| 1  | Marcel Hirscher      | 6      | 5        | 4        | 15    |
| 1  | Henrik Kristoffersen | 6      | 5        | 4        | 15    |
| 3  | Ted Ligety           | 6      | 0        | 3        | 9     |
| 4  | Alberto Tomba        | 5      | 1        | 2        | 8     |
| 5  | Benjamin Raich       | 4      | 4        | 2        | 10    |
| 6  | Marco Odermatt       | 3      | 1        | 3        | 7     |
| 7  | Marc Girardelli      | 3      | 0        | 3        | 6     |
| 8  | Joël Gaspoz          | 3      | 0        | 0        | 3     |
| 9  | Alexis Pinturault    | 2      | 4        | 4        | 10    |
| 10 | Ingemar Stenmark     | 2      | 2        | 2        | 6     |